# Laufenburg (Langerwehe)
Die Laufenburg ist eine Höhenburg bei Langerwehe im Kreis Düren in Nordrhein-Westfalen.

## Lage
Sie liegt auf einer vom Sührbach umflossenen, 217 Meter über NN hohen Anhöhe im Privatforst der Familie Prym zwischen den Langerweher Ortsteilen Heistern und Merode. Östlich von ihr schließen sich unmittelbar der Erbswald und der Meroder Wald, früher Teil der Grafschaft Merode, an. Per Auto ist sie von der Heisterner Seite erreichbar.

## Geschichte
Die Burg wurde im 12. Jahrhundert von den Limburgern als Ritterburg zur Sicherung ihres Territoriums gegründet. Zur Burg gehörten das Dorf zur Wehe, später Langerwehe genannt, sowie Ackerland, Wiesen und Wald. 1359 fiel die Gegend an Jülich und die Burg verlor ihre militärische Bedeutung.
Seit dem 13. Jahrhundert war die Burg im Besitz der Herren von Louvenberg. Spätestens Mitte des 15. Jahrhunderts gelangte die Familie von Reuschenberg durch Erbschaft in den Besitz der Festung. In der Folgezeit wechselten die adligen Besitzer, bis die letzte Herrin 1854 vom Seifenfabrikanten Eduard Rossbach geheiratet wurde. 1881 wurde die Burg an die Dürener Industriellenfamilie Hoesch verkauft, 1913 an den Stolberger Fabrikanten Prym.
Nach den Zerstörungen durch den Zweiten Weltkrieg wurde 1950 mit dem Wiederaufbau begonnen. 1963 folgten Restaurierung und Modernisierung. 1985 wurde die Burg umgebaut und saniert.

## Aktuelle Nutzung
Die Laufenburg ist zugleich Baudenkmal, Bodendenkmal als auch Bedeutsamer Kulturlandschaftsbereich.
Die 38 × 24 Meter große Burganlage aus Bruchsteinmauerwerk befindet sich im Eigentum der Familie Prym und wird in Pacht als Gutshof und Restaurant genutzt.

Impressionen
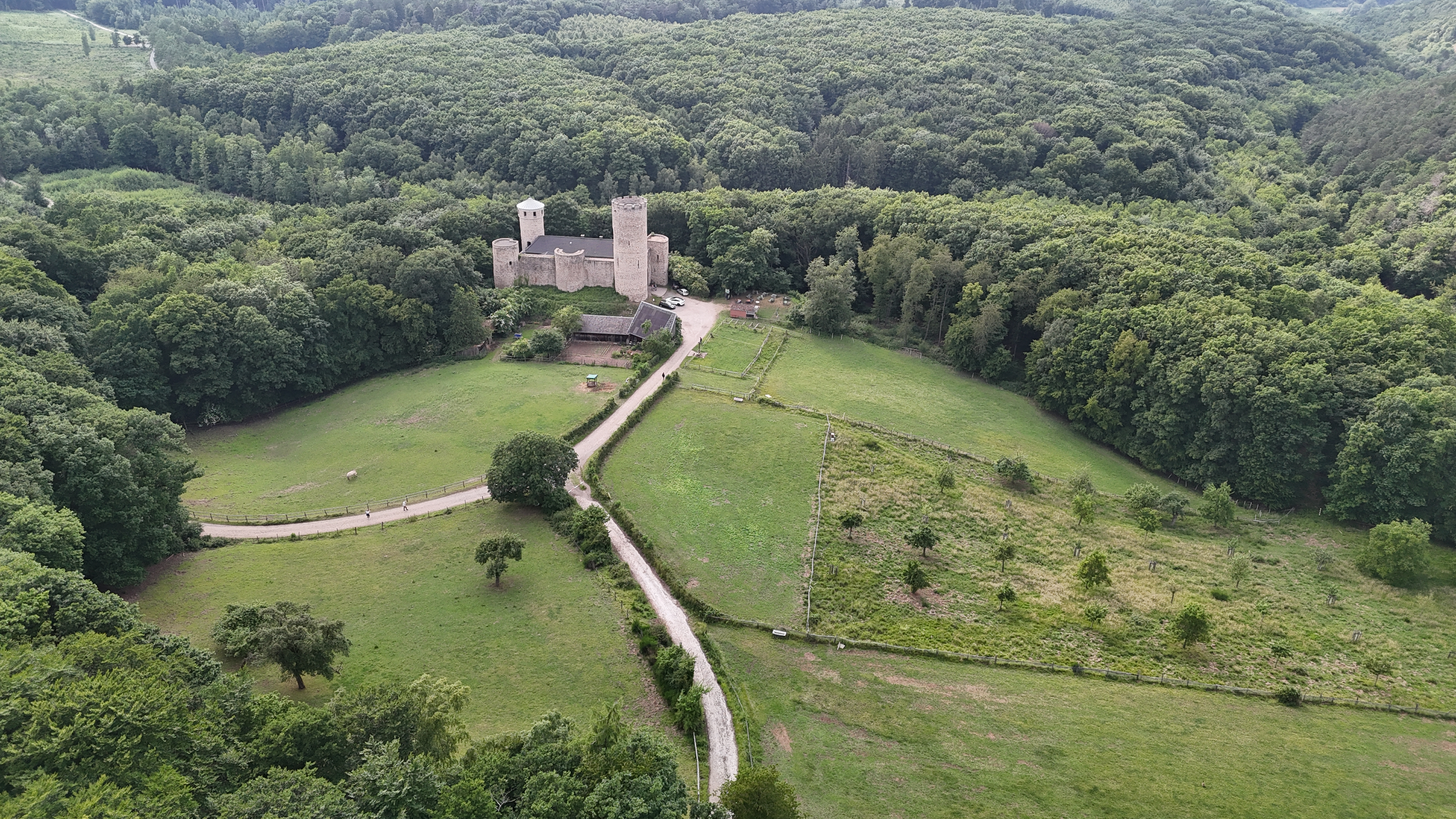
Luftaufnahme mit Gutshof
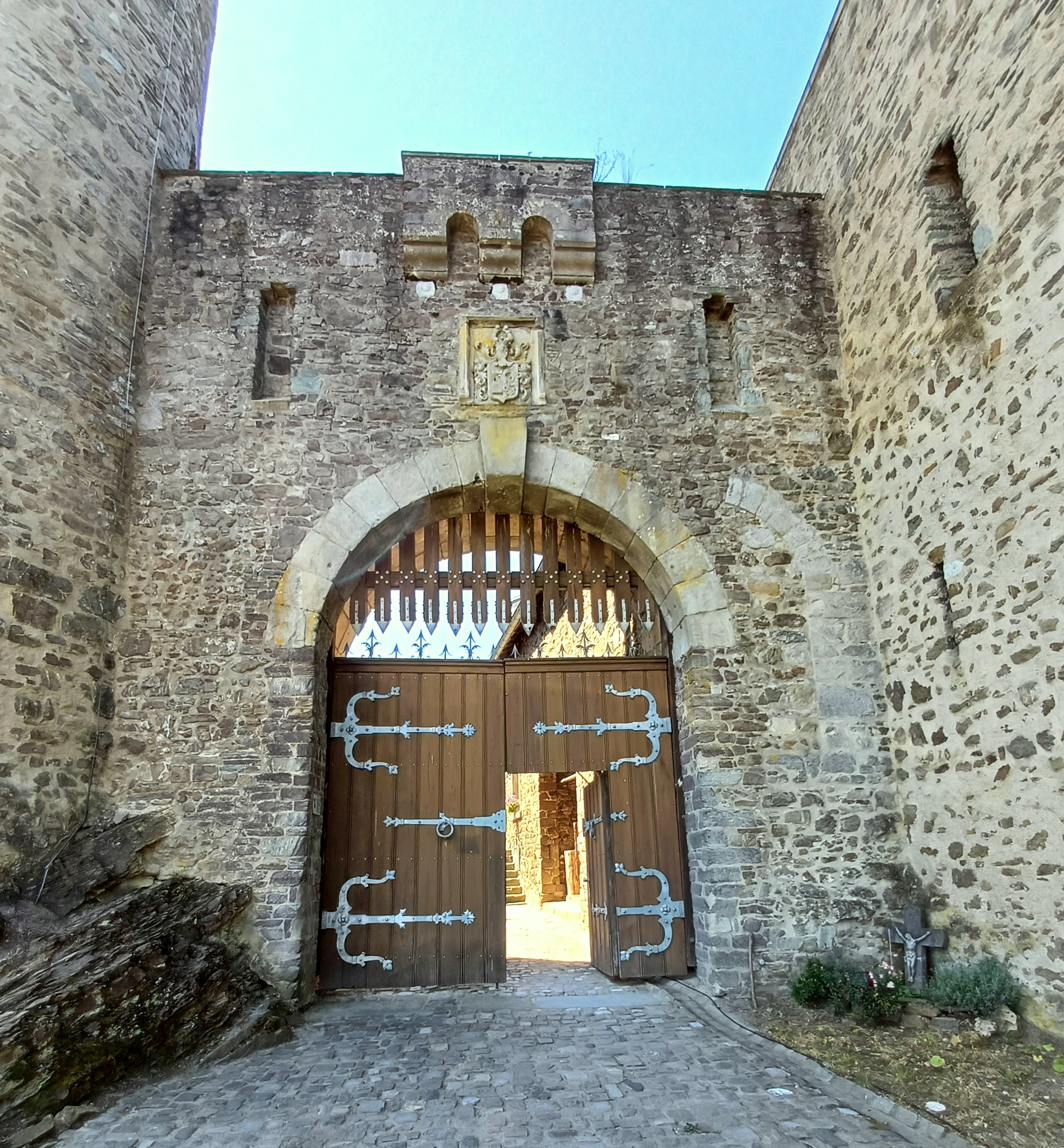
Eingangsportal mit Wappen und Wegekreuz
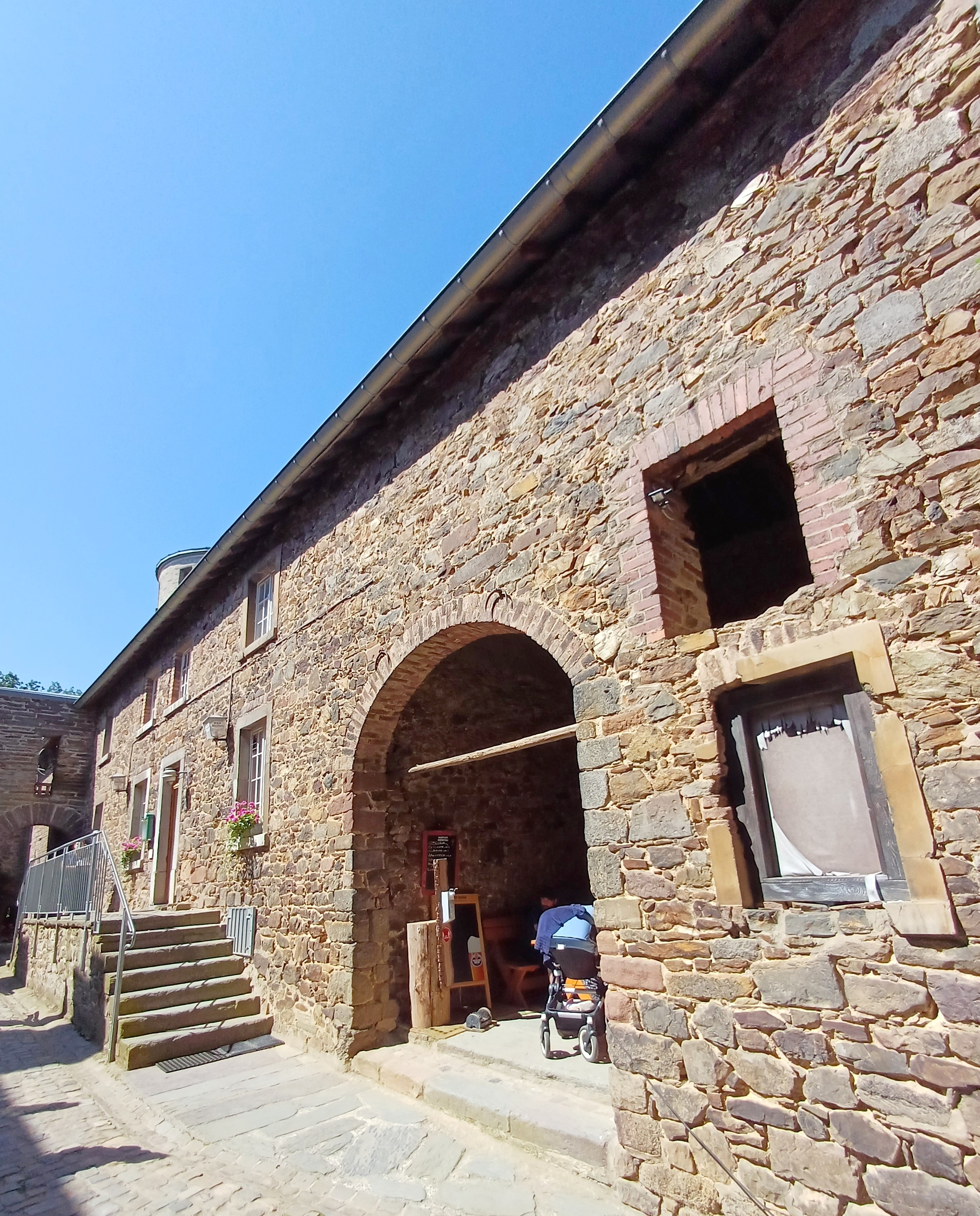
Wirtschaftsgebäude
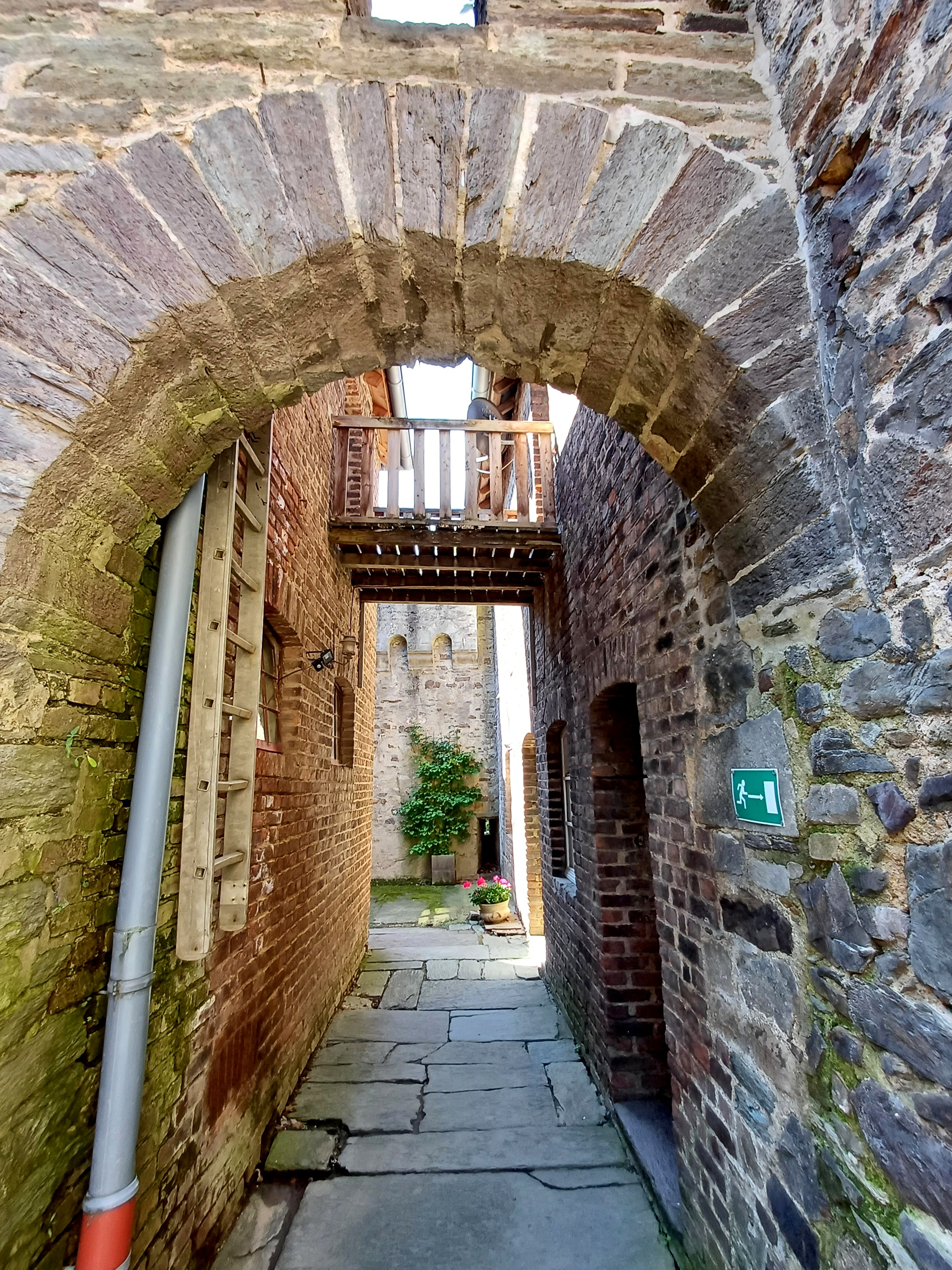
Durchgang vom vorderen zum hinteren Innenhof
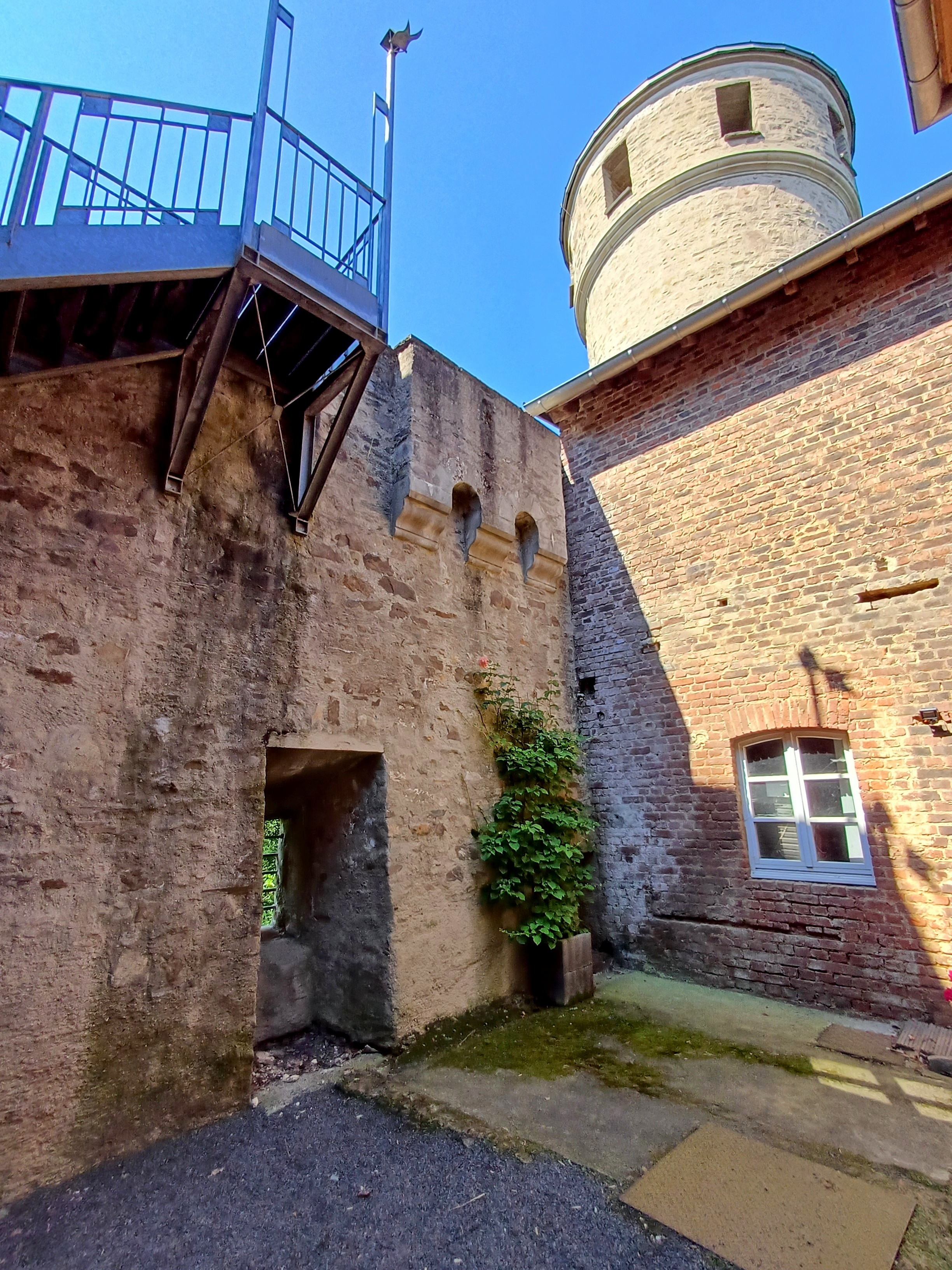
Hinterer Innenhof mit Schießscharte und Brüstung
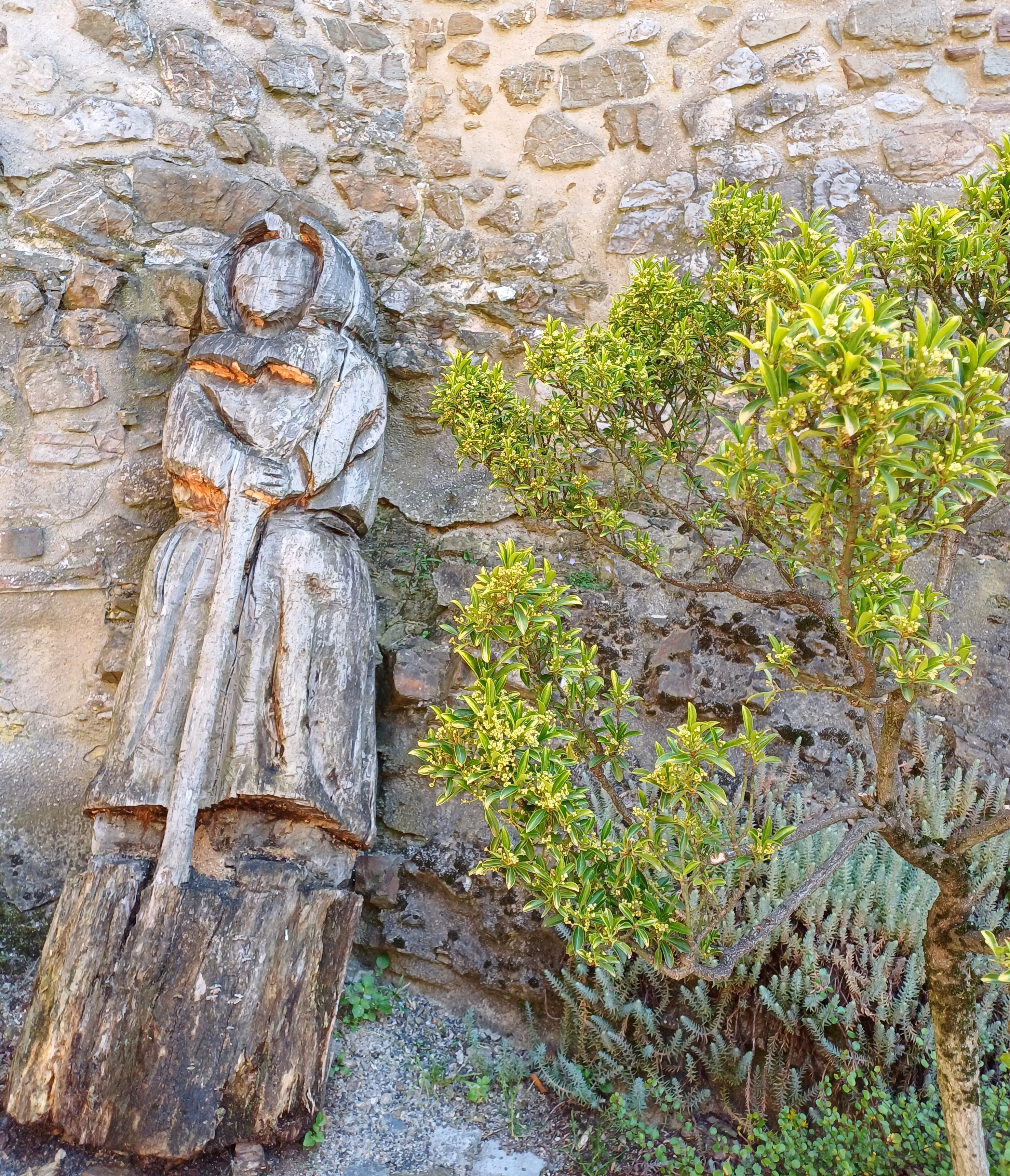
Holzgeschnitztes „Burgfräulein“
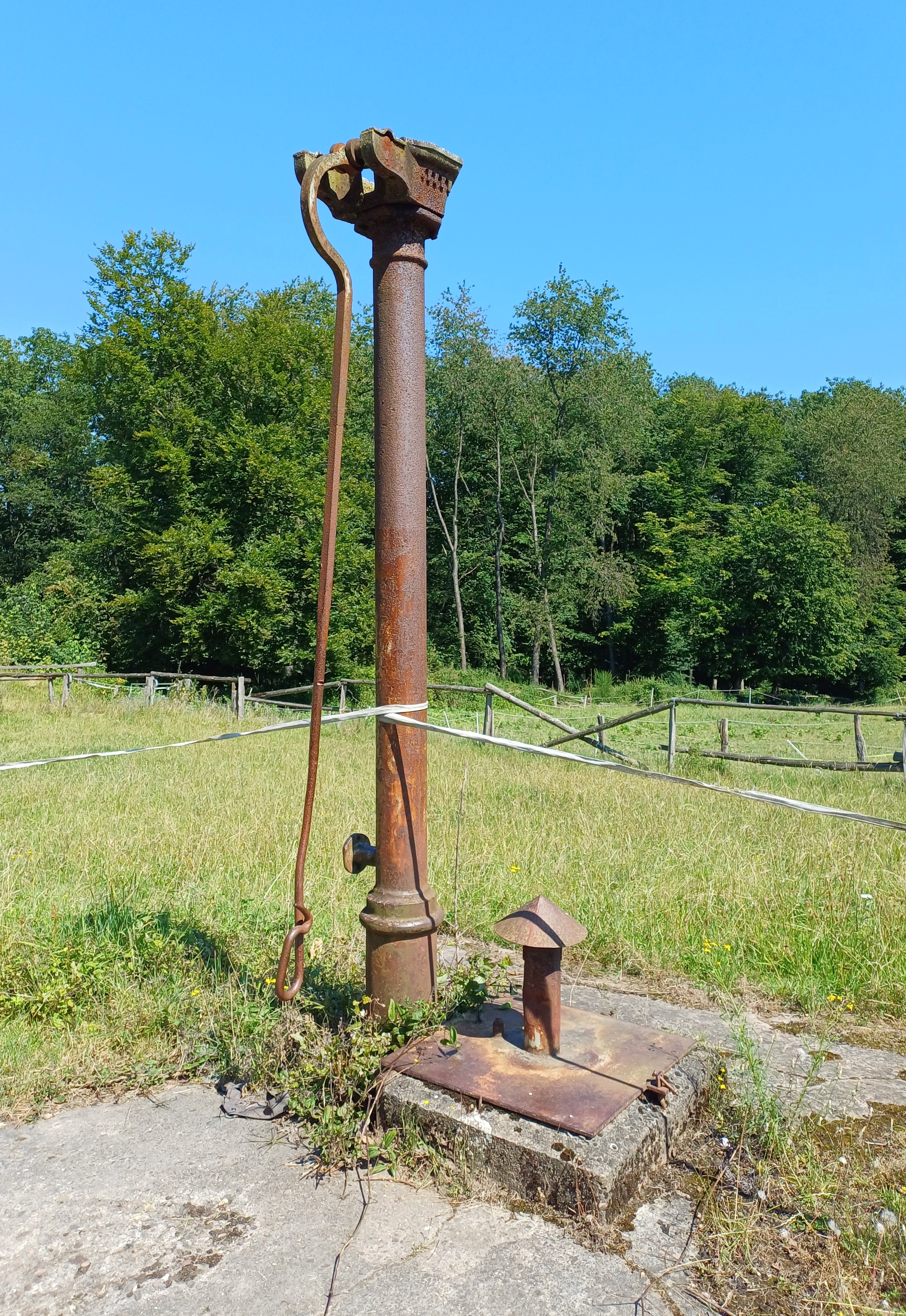
Historische Wasserpumpe vor der Burg